# عمر بن عبد الله بن عروة
عمر بن عبد الله بن عروة بن الزبير بن العوام القرشي، أحد رواة الحديث النبوي، وكان قليل الحديث.
أمه أم حكيم بنت عبد الله بن الزُّبَيْر بن العوَّام، وليس له عقب، وقد كان كبيرًا، وروى عن عروة بن الزبير، والقاسم بن محمد بن أبي بكر، وروى عنه ابن جريج.

## روايته للحديث النبوي
- روى عن: عامر بن عبد الله بن الزبير، وأبيه عبد الله بن عروة، وجده عروة بن الزبير، وعمرو بن سليم الزرقي، والقاسم بن محمد بن أبي بكر الصديق.[2]
- روى عنه: جعفر بن عبد الله بن عثمان بن كثير بن حميد الحميدي، وداود بن شابور، وعبد الملك بن جريج، والقاسم ابن عبد الواحد بن أيمن المكي، ومحمد بن إسحاق بن يسار، ويزيد بن عبد الله بن الهاد.[2]
- الجرح والتعديل: ذكره ابن حبان في كتاب الثقات.[2] روى له البخاري، ومسلم حديثا، والنسائي آخر.[3]